# Пастернак Валерій Іванович
Вале́рій Іва́нович Пастерна́к (народився 25 квітня 1965, Волинська область) — підполковник медичної служби Збройних сил України.
Старший ординатор хірургічного відділення Чернівецького військового шпиталю. 37 діб — з 24 липня 2014-го — надавав із своєю бригадою в луганському аеропорту, побував під обстрілами з «Градів». Вояку «Айдару» Сергію Богдановичу Пандраку відтинати стегнову кістку довелося штик-ножем.

## Нагороди
За особисту мужність і героїзм, виявлені у захисті державного суверенітету та територіальної цілісності України, вірність військовій присязі під час російсько-української війни
- нагороджений орденом Данила Галицького (22.1.2015).